# Mordellistena celebensis
Mordellistena celebensis es una especie de coleóptero de la familia Mordellidae.

## Distribución geográfica
Habita en el Archipiélago malayo.